# ان‌جی‌سی ۴۵۱۷
ان‌جی‌سی ۴۵۱۷ (انگلیسی: NGC 4517) نام یک کهکشان مارپیچی در صورت فلکی دوشیزه است.